# De bruiloft van vrouw Vos
De bruiloft van vrouw Vos is een sprookje dat werd opgetekend door de gebroeders Grimm in Kinder- und Hausmärchen met het nummer KHM38. De oorspronkelijke naam is Die Hochzeit der Frau Füchsin.

## Het verhaal
Het sprookje bestaat uit twee korte sprookjes.

### Eerste sprookje
Een oude vos met negen staarten denkt dat zijn vrouw ontrouw is en doet alsof hij dood is. De vrouw doet de deur op slot, juffrouw Kat (de dienstbode) maakt het eten klaar op het fornuis. Er komt een vrijer aan de deur en deze jonge vos vraagt of juffrouw Kat slaapt of wakker is. De dienstbode antwoordt dat ze haar ogen niet dicht heeft en boter door het bier roert. De vos vraagt dan hoe het met vrouw Vos gaat en de dienstmeid antwoordt dat ze erg verdrietig is en haar kamer niet uit komt.
De vos zegt dat hij met vrouw Vos wil trouwen en de dienstbode gaat haar halen. Als vrouw Vos hoort dat de jonge vos niet negen staarten heeft zoals haar overleden man, wil ze hem niet en de vos wordt weggestuurd. Er komt een nieuwe vrijer en deze heeft twee staarten, maar wordt ook weggestuurd. Nog vele vossen volgen, steeds worden ze afgewezen. Dan komt er een vos met negen staarten en vrouw Vos wil trouwen met deze kandidaat, de dienstbode moet de oude vos het huis uit vegen. Maar als de bruiloft zal plaatsvinden, kruipt de oude vos onder de bank vandaan. Hij geeft iedereen een pak slaag en jaagt iedereen het huis uit, ook vrouw Vos.

### Tweede sprookje
De oude Vos sterft en er komt een wolf als vrijer, hij klopt op de deur en de kat doet open. De wolf zegt tegen vrouw Kat van Ketelaar of ze lekker eten klaar maakt. De kat maakt melk met brokken en vraagt of de wolf wil mee-eten. De wolf weigert en vraagt of vrouw Vos thuis is. De kat antwoordt dat de oude Vos dood is en vrouw Vos zit te snikken op haar kamer. De wolf zegt dat hij met vrouw Vos wil trouwen en de kat gaat naar boven en klopt aan met haar vijf gouden ringen. Vrouw Vos vraagt of de nieuwe man een rood broekje en een spits snuitje heeft, maar dat heeft hij niet.
De wolf wordt weggestuurd en hierna komen een hond, een hert, een haas, een beer, een leeuw en nog vele andere bosdieren. Maar niemand heeft de goede eigenschappen van de oude Vos. Elke vrijer wordt weggestuurd en dan komt er een jonge vos. De kat vertelt dat deze vrijer een rood broekje en een spitse snuit heeft en hij mag boven komen. De dienstbode moet alles klaarmaken voor het bruiloftsfeest. Het huis moet schoongeveegd worden en de oude Vos wordt uit het raam gesmeten. Vrouw Vos herinnert zich dat de oude Vos vaak met een muisje thuiskwam, maar dit nooit met haar deelde. Iedereen is blij en als ze nog niet zijn opgehouden, dansen ze nog.

## Achtergronden en verwante verhalen
- Het sprookje komt uit Hessen en het Maingebied.
- Er bestaan veel versies van dit verhaal in Duitsland. Het thema is ontrouw van de vrouw, zoals ook in middeleeuwse verhalen en preken werd beschreven.
- Het verhaal is verwant met een fabel in de Oudfranse Roman de Renart; zie ook Van den vos Reynaerde.
- Kitsune uit de Japanse mythologie en vossegeest uit de Chinese mythologie. Er zijn kitsunes en vossegeesten met negen staarten, net als de oude Vos uit dit sprookje.
- Ook het sprookje De kabouters (KHM39) bestaat uit meerdere sprookjes.
- Er zijn meer rijmdichten over het huwelijk in Kinder- und Hausmärchen opgenomen, zoals Slimme Hans (KHM32) en Het mooie Katrinelletje en Pief Paf Poltrie (KHM131).